# Métouia (délégation)
Métouia est une délégation tunisienne dépendant du gouvernorat de Gabès.
En 2004, elle compte 25 862 habitants dont 12 887 hommes et 12 975 femmes répartis dans 5 266 ménages et 6 228 logements.